# Vidsyn
Vidsyn est un groupe (one mand band) de black metal norvégien, originaire de Trysil. Vidsyn combine un mélange de black metal moderne et old school dans lequel les lyrics reflètent la nature norvégienne avec la neige et le froid. D'après le site officiel, la dernière activité du groupe remonte à 2008 avec la sortie du clip vidéo de la chanson Take Me Up to Higher Ground.

## Biographie
Vidsyn est formé en 1999, en tant que projet parallèle de Nattsjel. Après l'ajout de nouveaux membres et de nombreux changements de formation, Vidsyn redevient un one mand band. 
À sa première apparition scénique, Nattsjel compte deux musiciens de session ; Hr. Holm qui jouet de la batterie pour les groupes suédois de Gates of Isthar et Azagtoth. Il y avait aussi Hr. Skjærstad qui est un guitariste devenu bassiste. À ce concert, ils ne jouent que des reprises. Vidvandre rejoint le groupe comme membre à temps plein à partir de février 2001, mais n'a jamais été très actif dans le groupe à cause d'une blessure liée à un accident de voiture. Il doit donc quitter le groupe. Evral (Explicit Karma, Wyruz) rejoint le groupe comme membre à plein temps à la batterie mais ne fait qu'un spectacle avec Vidsyn. Michtian (Explicit Karma) rejoint le groupe quelques mois après au poste de guitariste secondaire mais ne fait lui aussi qu'un seul spectacle. Evral et Michtian sont renvoyés du groupe entre autres pour leurs implications dans d'autres groupes.
Nattsjel rejoint le Space Valley Studio pour enregistrer la première démo intitulée On Frostbitten Path Beneath, qui deviendra le premier EP publié par Vidsyn en 2004 au label Agonia Records, et est assez bien accueilli par la presse spécialisée,. L'album fait participer des légendes du black metal comme Hellhammer et Nocturno Culto. En septembre 2004, le groupe est annoncé pour une tournée européenne, l'Evil European Assault Tour, aux côtés des groupes Impiety et Atomizer,.
En 2006 sort le split Men of Eight / Lagnonector effectué avec Taake, toujours chez Agonia Records. En 2008, le groupe publie le clip vidéo de la chanson Take Me Up to Higher Ground.

## Membres

### Derniers membres
- DezeptiCunt – basse[2]
- Assar – batterie[2]
- Nattsjel – chant, guitare (depuis 1999)[2]

### Anciens membres
- Vivandre – basse[2]
- Seidemann – basse (session)[2]
- Evral – batterie[2]
- Michtian – guitare[2]
- Flemming Rammseth – guitare[2]
- Mannevond – guitare, chant, basse (session)[2]
- Aquilion – instrument inconnu[2]

## Discographie
- 2004 : On Frostbitten Path Beneath (EP)
- 2006 : Vidsyn / Taake - Men of Eight / Lagnonector (split)